# إد روب
إد روب (بالإنجليزية: Ed Robb)‏ هو سياسي أمريكي، ولد في 1 يوليو 1942، وتوفي في 24 سبتمبر 2011 في كولومبيا في الولايات المتحدة. انتخب عضو مجلس نواب ولاية ميسوري.